# You Make Loving Fun
«You Make Loving Fun» es una canción de la banda británica de rock Fleetwood Mac, escrita por la teclista y vocalista Christine McVie en 1976 y publicado como el cuarto sencillo del disco Rumours en 1977, a través de Warner Bros. Records. McVie la escribió basándose en un affaire que tuvo con el director de iluminación de la banda, Curry Grant.
Es el último hit extraído del disco multiplatino Rumours, que alcanzó la novena posición en los Billboard Hot 100 de los Estados Unidos y el lugar 45 en la lista UK Singles Chart del Reino Unido.
Ha sido incluida en la gran mayoría de los recopilatorios del grupo, como también era una de las que siempre estaban en el listado de canciones de todas las giras promocionales desde 1977 hasta 1997, un año antes de la salida de Christine de Fleetwood Mac.

## Versión de Cyndi Lauper
En el mismo año que Fleetwood Mac publicó el tema como sencillo, la cantante Cyndi Lauper la grabó junto a otras canciones de otros artistas para darse a conocer en el mercado mundial. Precisamente esta grabación fue lanzada como sencillo de 7" solo para el mercado japonés, sin obtener un éxito mayor. Posteriormente se grabó en un sencillo en CD por la discográfica independiente Jam Spot, división de Yamaha Music Company, que se volvió a publicar en Japón en 1984